# Flughafen Edinburgh

i7
i11
i13
Der Flughafen Edinburgh (englisch Edinburgh Airport, auch Turnhouse, schottisch-gälisch Port-adhair Dhùn Èideann, IATA-Code: EDI, ICAO-Code: EGPH) ist der internationale Verkehrsflughafen der schottischen Hauptstadt Edinburgh. Der durch GIP betriebene Flughafen war im Jahr 2016 mit über zwölf Millionen Passagieren der sechstgrößte Flughafen des Vereinigten Königreichs und dient als Basis für easyJet und Ryanair.

## Geschichte

### RAF Turnhouse
Der Flughafen Edinburgh ist aus einem Militärflugplatz entstanden. Der Militärflugplatz ging 1916 als Turnhouse Aerodrome für das Royal Flying Corps als dessen nördlichste Basis für Luftverteidigung in Betrieb.
Während des Zweiten Weltkrieges war auf der Royal Air Force Station Turnhouse (kurz RAF Turnhouse) während der Battle of Britain Stützpunkt folgender Staffeln:
- 603. Squadron (ab 5. Mai 1940)
- 141. Squadron (ab 28. Juni 1940)
- 253. Squadron (ab 21. Juli 1940)
- 65. Squadron (ab 28. August 1940)
- 141. Squadron (ab 30. August 1940)
- 1. Squadron (ab 14. September 1940)
- 607. Squadron (ab 10. Oktober 1940)

Nach Ende des Krieges begann eine allmähliche Umwandlung zum Zivilverkehrsflughafen. 1947 wurde mit einer von British European Airways geflogenen Strecke nach London die erste zivile Flugverbindung zum Flugfeld gestartet.
Weiterhin befand sich der Flughafen in militärischer Hand. 1952 wurde die bestehende Start- und Landebahn auf 6000 Fuß erweitert, um auch für größere Flugzeuge zu taugen. 1956 errichtete man mit einem neuen Terminal ein neues Gebäude für den Zivilluftverkehr, welches wegen steigender Passagierzahlen schon fünf Jahre später ausgebaut wurde.

### Edinburgh Airport
Im Jahr 1960 wechselte der Flughafen von militärischer in zivile Hand, als der Flughafen von der Royal Air Force an das britische Luftfahrtsministerium übergeben wurde. Dieses gliederte den Flughafen 1971 in die British Airport Authority, kurz BAA ein.
In den folgenden Jahren wurde stark ausgebaut, sodass im Jahr 1977 der neue und moderne Edinburgh Airport durch die Königin Elisabeth II. eingeweiht werden konnte. In den folgenden Jahrzehnten wurde der Flughafen immer wieder ausgebaut und modernisiert und erlebte das rasante Passagierwachstum in Europa der vergangenen Jahrzehnte mit.
Aufgrund von Entscheidungen der britischen Wettbewerbshörden gab der Betreiber BAA Limited im Oktober 2011 die Absicht bekannt, den Flughafen Edinburgh verkaufen zu wollen. Im April 2012 erfolgte schließlich der Verkauf zum Preis von 807 Millionen Pfund an GIP.
Am 29. März 2018 wurde die Bahn 12/30 geschlossen.
Am 13. September 2022 wurde der Leichnam der auf Balmoral Castle in Schottland verstorbenen Königin Elisabeth II. mit der Boeing C-17 ZZ177 der Royal Air Force, vom Flughafen Edinburgh nach RAF Northolt überführt. Dieses war bis zu diesem Zeitpunkt mit über 5 Millionen gleichzeitigen Aufrufen der im Internet meistverfolgte Flug in der Unternehmensgeschichte von Flightradar24.

## Lage und Verkehrsanbindung
Der Flughafen liegt etwa 13 km westlich der Innenstadt Edinburghs und verfügt neben der Straßenanbindung seit 2014 auch über eine Anbindung an die Edinburgh Trams.
- PKW: Der Flughafen liegt an der A8, einer wichtigen Verbindungsstraße von Glasgow nach Edinburgh und ist darüber hinaus auch über den aus Nordschottland kommenden Motorway M90 erreichbar.
- Bus: Der regionale Busbetreiber Lothian Buses betreibt mit dem Airlink 100 eine rund um die Uhr regelmäßig verkehrende Shuttleverbindung zum Bahnhof Edinburgh Waverley in der Innenstadt, der in ca. 30 Minuten erreicht wird.[15]
- Straßenbahn: Seit 2014 ist der Flughafen an das wiedereröffnete Straßenbahnnetz angebunden.

Obwohl das Flughafengelände von zwei Bahnstrecken eingerahmt wird, hat der Flughafen selbst keine Anbindung an das Eisenbahnnetz.

## Fluggesellschaften und Ziele
Der Flughafen Edinburgh wird von verschiedenen Fluggesellschaften bedient, unter anderem British Airways, Ryanair, EasyJet, Jet2.com und Loganair. Die Ziele liegen dabei vor allem in Süd- und Südosteuropa. Teilweise existieren auch Verbindungen nach Skandinavien. Auch regionale Ziele innerhalb des Vereinigten Königreichs werden angeflogen. Zudem existieren Routen in die USA, nach Kanada, Mexiko, in den Nahen Osten und nach China. In Deutschsprachigen Gebieten werden Basel, Berlin, Hamburg und München von EasyJet angeflogen, Berlin, Düsseldorf, Hamburg, Weeze und Wien werden von Ryanair bedient, Von Eurowings werden Köln und Düsseldorf angeflogen, von Lufthansa Frankfurt und München, Innsbruck und Salzburg von Jet2.com, ebenfalls Innsbruck von TUIfly und Zürich von Edelweiss. Edinburgh gilt als Verkehrsknotenpunkt Schottlands.

## Abfertigungsgebäude
Der Flughafen verfügt über ein zweigeschossiges Terminal. Im Erdgeschoss befindet sich der Check-in- sowie auch der Ankunftsbereich mit der Gepäckausgabe. Im Obergeschoss befinden sich die Sicherheitskontrollen sowie insgesamt 23 Flugsteige, die teilweise mit Fluggastbrücken ausgestattet sind. Die Flugsteige 13 bis 23 befinden sich in einem im September 2006 eröffneten Anbau namens South East Pier. Neben Einzelhandels- und Duty-free-Flächen gibt es auch mehrere Flughafenlounges vor Ort, darunter von British Airways.

## Zwischenfälle
- Am 27. Februar 2001 kam es bei einer Short 360 der britischen Loganair (Luftfahrzeugkennzeichen G-BNMT) kurz nach dem Start vom Flughafen Edinburgh zu einem doppelten Triebwerksausfall. Die Piloten versuchten, im nahen Firth of Forth eine Notwasserung durchzuführen, wobei das Flugzeug zerbrach. Mit der Maschine sollte im Auftrag der Royal Mail Post und Fracht nach Belfast geflogen werden. Ursächlich für das Unglück war Schnee in den Triebwerkseinläufen, der sich während der Bodenzeit angesammelt hatte, sich wenige Sekunden nach dem Einschalten der Triebwerksenteisung löste und die Luftzufuhr nahezu vollständig blockierte. Beide Piloten, die einzigen Insassen, kamen ums Leben.[19]